# Calouros do Ar FC
Calouros do Ar FC is een Braziliaans voetbalclub uit Fortaleza, de hoofdstad van de staat Ceará. De club werd opgericht in 1952 en speelde altijd in de schaduw van de andere grote clubs uit de stad, Fortaleza en Ceará.

## Geschiedenis
In 1953 speelde de club voor het eerst in de hoogste klasse van het Campeonato Cearense. Amper twee jaar later had de club al succes. Doordat ze een van de twee toernooien van de staatscompetitie wonnen plaatsten ze zich voor de finale tegen Ferroviário. Na een 2-0 overwinning leden ze een 3-0 nederlaag, waardoor er een derde wedstrijd gespeeld werd. Deze wonnen ze ook met 2-0 waardoor hun eerste titel een feit was. Met uitzondering van seizoen 1969 speelde de club tot 1998 in de hoogste klasse. De club speelde nog tot 2004 in de Série B en degradeerde dan ook. Sindsdien speelt de club in de Série C. De club trok zich ook een paar keer terug uit de competitie als het de financiën niet rond kreeg. In 2018 keerde de club na twee jaar afwezigheid terug.

## Erelijst
Campeonato Cearense
1955